# Ernest Bloch
Ernest Bloch (Genève, 24 juli 1880 – Portland (Oregon), 15 juli 1959) was een Amerikaanse componist van Zwitserse afkomst.  

## Leven
Bloch begon zijn vioolstudie in Genève toen hij 9 was. Hij studeerde eerst viool bij Eugène Ysaÿe in Brussel, en daarna compositieleer aan het Dr. Hoch’s Konservatorium in Frankfurt bij Iwan Knorr van 1900 tot 1901 en daarna bij Ludwig Thuille in München. In 1917 vestigde Bloch zich in de Verenigde Staten. Hij gaf les aan de University of California. Van 1920 tot 1925 was hij directeur van het nieuw opgerichte Cleveland Institute of Music en daarna tot 1930 directeur van het San Francisco Conservatory of Music. Hij gaf tevens les aan de Zwitserse pianiste Marguerite Roesgen-Champion.
Het oeuvre van Bloch kan in de volgende periodes worden ingedeeld:
1. Beginperiode. Zijn vroegste werken zijn zeer duidelijk ontstaan onder invloed van Modest Moussorgsky, Richard Strauss en Claude Debussy. Hij schreef zijn opera Macbeth. De eerste opvoering van deze opera, waar hij vijf jaar aan gewerkt had, in Parijs in 1910 was geen succes.
2. De tweede periode wordt ook wel zijn Joodse Periode genoemd. Hij schreef zeer melancholische werken, onder andere Nigun uit Baal Shem, waarvan men tegenwoordig zegt dat elke zichzelf respecterende violist/cellist het wel op het repertoire heeft staan.
3. Bloch krijgt na zijn Joodse Periode steeds meer bewondering voor Bach en Palestrina en besluit zich te verdiepen in het contrapunt. Zijn capaciteiten op dit gebied nemen aanzienlijk toe.
4. Zijn laatste periode wordt gekenmerkt door depressiviteit, met name door de Tweede Wereldoorlog. Hij greep terug naar de stijl van de laatste werken van Ludwig van Beethoven en eindigde met een poging tot aansluiting bij het serialisme.

## Lijst van composities

### Muziektheater
- Macbeth (opera in 3 bedrijven, libretto van Edmond Fleg, naar Shakespeare) (1904-1909, Genève-Parijs)

### Orkestwerken
- Symfonie in cis mineur, 1901-1902;
- Hîver - Printemps, symfonisch gedichten (1905 Parijs-Genève)
- 2 tussenspelen uit de opera Macbeth (1910)
- Trois Poèmes Juifs voor groot orkest (1913 Satigny)
- Israel, Symfonie voor orkest (1916 Genève)
- In the Night: A Love Poem (1922 Cleveland)
- Poems of the Sea (1922 Cleveland)
- Concerto grosso nr. 1 voor strijkorkest met piano obbligato (1924-25 Santa Fe - Cleveland)
- Four Episodes voor kamerorkest (1926 San Francisco)
- America: An Epic Rhapsody voor orkest (1926 San Francisco)
- Helvetia, symfonisch gedicht (1900-1929 Frankfurt - San Francisco)
- Evocations, symfonische suite (1937 Châtel, Haute Savoie)
- Suite symphonique (1944 Agate Beach)
- In Memoriam (1952 Agate Beach)
- Concerto grosso nr. 2 voor strijkorkest (1952 Agate Beach)
- Sinfonia breve (1953 Agate Beach)
- Symfonie in Es (1954-5 Agate Beach)

### Concertante
- Schelomo, Rhapsodie Hébraïque voor cello en groot orkest (1915-1916 Genève-New York)
- Suite, voor altviool en orkest (1919 New York)
- Gebed, voor cello en strijkers, circa 1930;
- Voice in the Wilderness, symfonisch gedicht voor orkest met cello obbligato (1936 Châtel, Haute Savoie)
- Vioolconcert (1938 Châtel, Haute Savoie)
- Baal Shem voor viool en orkest (1939)
- Concerto symphonique, voor piano en orkest (1947-48 Agate Beach)
- Scherzo fantastique, voor piano en orkest (1948 Agate Beach)
- Concertino, voor fluit, altviool en strijkorkest (1948, 1950 Agate Beach)
- Suite hébraïque, voor altviool (of viool) en orkest (1951 Agate Beach)
- Symfonie, voor trombone en orkest (1954 Agate Beach)
- Proclamation, voor trompet en orkest (1955 Agate Beach)
- Suite modale, voor fluit en orkest (1956 Agate Beach)
- Two last Poems (Maybe...), voor fluit en orkest (1958 Agate Beach)

### Vocale muziek
- Historiettes au Crépuscule voor mezzosopraan en piano (1904 Parijs)
- Poèmes d'automne, voor mezzosopraan en orkest (1906 Genève)
- Israel, voor 5 solisten en orkest (1912-1916)
- Deux Psaumes pour soprano et orchestre, précédés d'un prélude orchestral (1912-14 Satigny)
- Psalm 22, voor alt of bariton en orkest (1913 Satigny)
- America: An epic Rhapsody, voor koor en orkest (1926 San Francisco)
- Avodath Hakodesh, voor bariton, koor en orkest (1933 Roveredo-Ticino)

### Kamermuziek
- Ensembles
  - Pianokwintet nr. 1 (1923 Cleveland)
  - Pianokwintet nr. 2 (1957)
  - Strijkkwartet
  - Strijkkwartet in G (1896)
  - Strijkkwartet nr. 1 (1916 Geneva - New York)
  - Strijkkwartet nr. 2 (1945 Agate Beach)
  - Strijkkwartet nr. 3 (1952 Agate Beach)
  - Strijkkwartet nr. 4 (1953 Agate Beach)
  - Strijkkwartet nr. 5 (1956 Agate Beach)
  - In the Mountains (1924 Cleveland)
  - Night (1923 Cleveland)
  - Paysages (1923 Cleveland); het eerste deel Night is geïnspireerd door Robert J. Flaherty's Nanook of the North
  - Prelude (1925 Cleveland)
  - Two Pieces (1938, 1950 Châtel, Haute Savoie - Agate Beach)
  - Three Nocturnes voor pianotrio (1924 Cleveland)

- Viool
  - Sonate nr. 1 voor viool en piano (1920 Cleveland)
  - Baal Shem (1923 Cleveland)
  - Poème Mystique, Sonate nr. 2 voor viool en piano (1924 Cleveland)
  - Nuit Exotique (1924 Cleveland)
  - Abodah (1929 San Francisco)
  - Mélodie (1929 San Francisco)
  - Suite Hébraïque voor viool en piano (1951 Agate Beach)
  - Suite nr. 1 voor viool solo (1958 Agate Beach)
  - Suite nr. 2 voor viool solo (1958 Agate Beach)
- Altviool
  - Suite voor altviool en piano (1919 New York)
  - Suite Hébraïque voor altviool and piano (1951 Agate Beach)
  - Meditation and Processional voor altviool and piano (1951 Agate Beach)
  - Suite voor altviool solo (unfinished) (1958 Agate Beach)
- Cello
  - Méditation Hébraïque (1924 Cleveland)
  - From Jewish Life (1925 Cleveland)
  - Suite No. 1 voor cello solo (1956 Agate Beach)
  - Suite No. 2 voor cello solo (1956 Agate Beach)
  - Suite No. 3 voor cello solo (1957 Agate Beach)
- Fluit
  - Suite Modale voor fluit en piano (1956 Agate Beach)
- Piano
  - Ex-voto (1914 Geneva)
  - In the Night: A Love Poem (1922 Cleveland)
  - Poems of the Sea (1922 Cleveland)
  - Four Circus Pieces (1922 Cleveland)
  - Danse Sacrée (1923 Cleveland)
  - Enfantines, 10 stukken voor kinderen (1923 Cleveland)
  - Nirvana, gedicht (1923 Cleveland)
  - Five Sketches in Sepia (1923 Cleveland)
  - Sonate (1935 Châtel, Haute Savoie); geschreven voor Guido Agosti
  - Visions et Prophéties (1936 Châtel, Haute Savoie)
  - Orgel
  - 6 Preludes (1949 Agate Beach)
  - 4 Wedding Marches (1950 Agate Beach)

- Bibsys: 90695335
- Biblioteca Nacional de España: XX1462619
- Bibliothèque nationale de France: cb138915938 (data)
- Catàleg d'autoritats de noms i títols de Catalunya: 981058523113006706
- CiNii: DA07706448
- Gemeinsame Normdatei: 118852213
- Historisch woordenboek van Zwitserland: 020549
- International Standard Name Identifier: 0000 0001 1030 8955
- Library of Congress Control Number: n79150283
- Nationale Bibliotheek van Letland: 000059203
- MusicBrainz: e91fbf2b-178d-4243-972e-73eff6a5676f
- Bibliotheek van het Japanse parlement: 01061653
- Nationale Bibliotheek van Tsjechië: jn20010601294
- Nationale bibliotheek van Australië: 35709041
- Nationale Bibliotheek van Israël: 987007258884905171
- Nationale Bibliotheek van Polen: a0000003074996
- Nederlandse Thesaurus van Auteursnamen: 068499922
- PIC: 273890
- RKD-Nederlands Instituut voor Kunstgeschiedenis: 382891
- Istituto Centrale per il Catalogo Unico: MILV011391
- LIBRIS: 211176
- SNAC: w6sb44mn
- Système universitaire de documentation: 02837083X
- Theaterlexikon der Schweiz: Ernest_Bloch
- Trove: 1052076
- Virtual International Authority File: 89802172
- WorldCat: E39PBJht4pr8T6FtwGXFry8XBP